# Grängshammars bruk
Grängshammars bruk var ett järnbruk i Silvbergs socken, Säters kommun, Dalarnas län. Det 
tidigaste skriftliga belägget är från år 1473. Bruket hade sin blomstringstid i början och mitten av 1800-talet. År 1887 lades verksamheten ner och all verksamhet flyttades till Ulvshyttan. Den delvis bevarade anläggningen räknas idag till en av Dalarnas vackraste bruksmiljöer.
Ulvshyttan ingår i kulturslingan Silverringen, som gör Dalarnas bergslagshistoria turistiskt tillgänglig och besökaren får en möjlighet att följa järnets och silvrets väg från gruva till hammare.

## Tidig historik

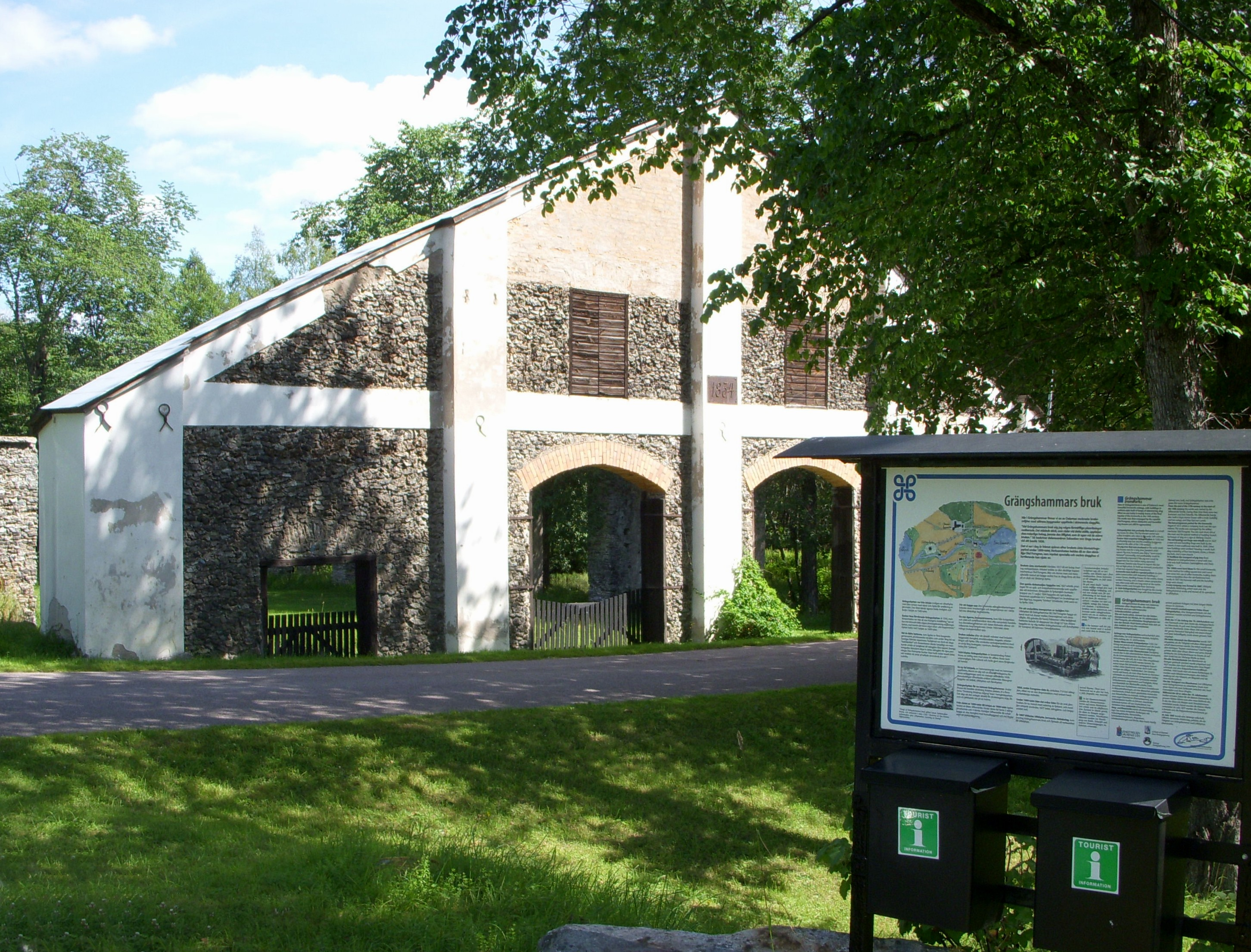
Grängshammars bruk, kolhusets gavel, 2011.

Hyttans ursprungliga namn var Grängshyttan. 1473 köptes den då öde Gräsehyttan av Ingald Nilsson i Grufkarlby. Senare fanns en ägare hette Ambjörn som levde i början av 1500-talet. Då var hyttan troligen en silverhytta som sedermera blev mest känd för smältning av järn. År 1550 förvärvade Gustav Vasa Grängeshyttan. Kungens inställning "var att han inte ämnade hålla någon järnbergsbrukning vid Grengeshyttan, med mindre än där fanns något silver eller kopparstreck".   Den typ av järn som tillverkades i Sverige på 1500-talet var till stor del en sorts halvfabrikat som kallades för osmundjärn som måste hettas upp igen i en härd och bearbetas mer för att bli användbart. Lönsamheten i järnframställningen i Grängshammar var troligen dålig. För att kunna driva hytta krävdes att ägarna hade tillgång till stora egna arealer eller mark med avverkningsrätt där skog kunde kolas till träkol. För att få en tillräckligt hög temperatur i  en hytta krävdes mycket stora mängder träkol.  Så  driften i hyttan lades ner i början av 1600-talet. Det blev också förbudet att exportera osmundsjärn år 1604; kungamakten ville att exporten skulle bestå av järn med en högre förädlingsgrad som kunde säljas till ett högre pris. 
År 1624 köptes hyttan av  den förmögne handelsmannen Peter Kruse(? -1645), adlad Krusebiörn.  Han kom ursprungligen från Lübeck. Kruse förvärvade 1626 ränterättigheterna till 10 jordenheter (om sammanlagt 2 hemman, ett skattetorp och en utjord) i Tuna socken för 2048 daler. Det var en del av arvet efter Gustav Vasas barnbarn hertig Johan. Säljaren var rikets råd. Staten var i behov av pengar för "krigsmedel" . Det som Kruse köpte var inte samma sak som en äganderätt i modern mening eftersom rådigheten kunde vara begränsad av att andra kunde ha överlappande rättigheter till samma mark, till ex rätt till bete, rätt till väg etcetera Skatterätten var i avtalet noga specificerad i den mängd pengar, järn, kol och dagsverken som brukarna skulle leverera till innehavaren av skatterätten. Jorden blev genom avtalet en frälsejord som var undantagen från skyldighet att betala skatt till staten.  1624-1647 registreras ytterligare 37 förvärv av skatterättigheter för Peter Kruse i Stora Tuna socken. Han fick också rätt att tillverka en viss mängd smidet järn. Rätten att driva hytta och smida järn var strikt reglerat på den tiden på grund av risken för brist på skog om för mycket skog användes för att tillverka träkol. Med Kruse började en ny era med modernare teknik, så kallat tysksmide. En hammarsmedja med tre hammare uppfördes, en såg och en kvarn. Allt var vattendrivet. 1628 var även en masugn färdig, samtidigt byttes brukets namn från Grängshyttan till Grängshammar.
I över 100 år, från slutet av 1600-talet till början av 1800-talet ägdes bruket av ätten Silfverstråle. Carl Ludvig Silfverstråhle(1701-1751) var kammarherre vid hovet. Efter hans död år 1751 gifte hans änka Christina Birgitta Falker(1723-1786) om sig med riksdagsmannen Samuel Gustaf Stierneld som var överste vid Västmanlands regemente. 1759 uppstod ett ägarsamband med Wikmanshyttans bruk och Thurbo bruk genom att Stierneld förvärvade stora andelar i dessa bruk.  Under denna tid fanns det i Grängshammar två stångjärnshammare och fyra härdar dessutom en stor herrgård; en huvudbyggnad i två våningar med säteritak  med två flygelbyggnader. 
1783 ansökte major Silfverstråle (1746-1798) om att få lagfart såsom ensam ägare av Grängshammars bruk. Detta ledde till en storm av protester till häradsrätten från socknens landbor, torpare och självägande bönder. De hade många olika typer av invändningar mot Silverstråles ansökan: 1) att de var den rätta ägaren till mark eller gård 2) att de hade besittningsrätt 3) att de hade en i generationer ärvd stubbrätt eller röjselrätt  4) rätt till ersättning för förbättring och nedlagt arbete 5) rätt till sina nyodlingar 6) fortsatt nyttjanderätt enligt kontrakt 7) rätt att slippa försämringar av upplåtelsevillkoren. Som argument mot de klagade använde  Carl Siflverstråle argumentet att den klagande och dennes förfäder under många år levererat träkol till Grängshammars bruk och utfört dagsverken. 
En speciell omständighet var att en del av dem som klagade troligen var ättlingar till finska familjer som på 1500 och 1600-talet invandrat från Finland. I slutet av 1500-talet försökte hertig Karl (sedermera kung Karl IX) locka nybyggare från Finland till glest bebodda delar av  Bergslagen. 1583 erbjöd hertig Karl sex års skattefrihet till dem som tog upp nya torp i glest bebodda delar av Bergslagen. Erbjudandet innebar rätt att anlägga ett torp och försörja sig själv genom svedjebruk på ett stort skogsområde runt torpet. Torpet och skogen runt torpet uppläts på evig tid, rättigheterna kunde överföras från far till son eller dotter med arvsrätt (jämför med fideikommiss). Från 1638 kom en ny lag som förbjöd svedjebruk. Norbo Finnmark blev med tiden blivit en av de största byarna i Silvbergs socken. I domstolarna vann Grängshammars bruk de flesta tvisterna om ägande och nyttjade av marken vilket gjorde att Grängshammars bruk blev den helt dominerade markägaren i den del av Stora Tuna socken som 1868 blev Silvbergs socken. Många av dem som klagade saknade ett eller flera gamla dokument som behövdes som bevis för att rättigheten uppstått på  lagligt sätt och sedan överlåtits på lagligt sätt mellan varje innehavare. Enbart  urminnes hävd till gården och skogen tillmättes liten betydelse i domarna. Dessutom befann sig den klagade ofta i underläge i förhandlingen på grund av att de stod i skuld till bruket. Det fanns också några klagande som vann tvisten mot bruket med hjälp av gamla dokument.  I modern tid har riksdagen beslutat att rätt innehavare av så kallad åborätt (stubbrätt, röjselrätt ...) får registreras som ägare av fastigheten.
1785 anlades det som idag kallas för den Engelska parken. Den nya trädgårdsstilen Engelsk park kom till Sverige på 1770-talet och anammades av flera brukspatroner (i Uppland, Kloster, Stjernsund...). Grängshammars bruk var först i Dalarna med att anlägga en sådan park. Lönsamheten för järnbruken var god i slutet på 1700-talet. Ägarna till Gränsghammars bruk investerade i en ny masugn i Ulvshyttan och fick tillstånd att öppna Hästhagbergs gruva nära Ulvshyttan. Åt 1802 brann huvudbyggnaden på Grängshammars herrgård.  Lönsamheten för Grängshammars bruk och många andra svenska bruk sjönk sedan kraftigt i svallvågorna under krigen i början på 1800-talet.  Storbritannien införde tullar så att importen av stångjärn från Sverige sjönk till mindre än hälften bottenåret 1808 I den så kallade Parisfreden 1810 blev Sverige dessutom intvingat i Napoleons handelsblockad mot Storbritannien. Det problemet upphörde genom Freden i Örebro år 1812.

## Brukets storhetstid och slut

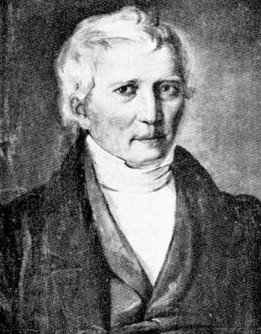
Olof Forsgren 1834.

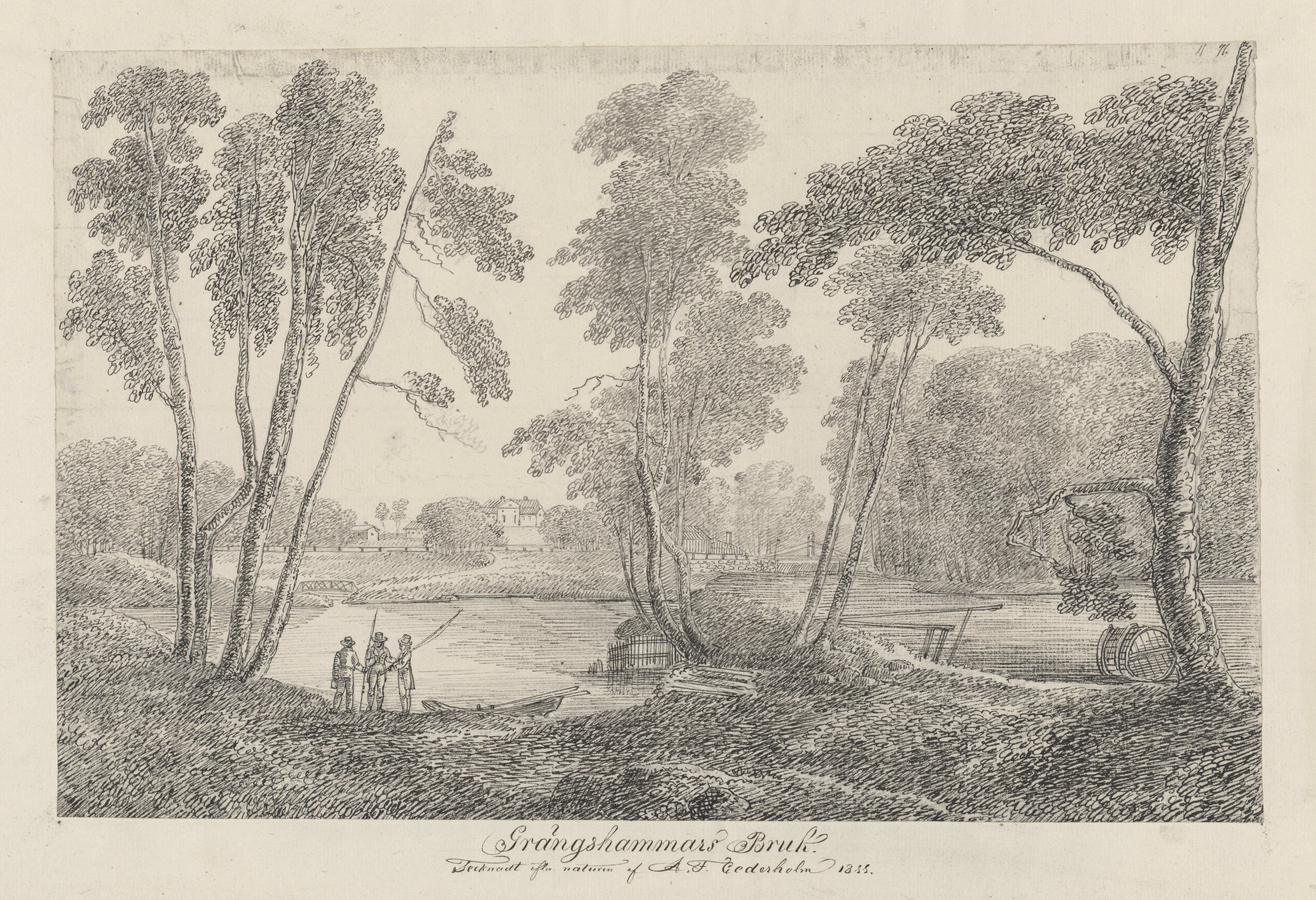
Bruket 1811, illustration av A.F. Cederholm.

År 1817 övertogs bruket av en ny ägargrupp som utsåg Olof Forsgren till disponent. Forsgren var en av Sveriges mera framstående väg- och vattenbyggare med kontakter med bruksägare, handelsmän i Gävle och förmögna personer i Stockholm. De nya ägarna erbjöd Forsgren att bli ägare till 1/9 del av bruket om Forsgren personligen tog på sig ansvaret för en del av brukets skulder samt åtog sig vara disponent för bruket. Forsgren hade bland annat lett det stora, svåra och farliga projektet att på mycket kort tid bygga en bro över Dalälven vid forsen i Älvkarleby. Änkefru Maria Kristina Boucht född Dimander köpte 5/9-delar. Både släkterna Dimander och Bouch hade varit företagare inom tobaksspinnarindustrin i Stockholm på 1700-talet och början av 1800-talet. Änkefru Boucht, då 65 år gammal, överlät inom en kort tid en stor del av sin andel till sina tre mågar: Friherren, f.d, statsrådet Gustaf Fredrik af Wirsén, dennes bror sjöofficeren, senare viceamiralen Carl Johan af Wirsén och brukspatron Henrik Hartman.  3/9 delar köptes av affärsmannen, lagmannen, riksdagsmannen Jean Noréus från Falun. Ingen av dessa förutom Forsgren torde ha bott i Grängshammar någon längre tid. 
Forsgren såg stora möjligheter till förbättringar av produktionen. Med Forsgren började brukets storhetstid. Han lät renovera smedjan, bygga ett nytt kolhus, en brukslänga, magasin och en trösklada. Produktionen av stångjärn ökades kraftigt. 1830-1834 byggdes Silvbergs kyrka. Kolhuset gestaltades i den efter Forsgren uppkallade Forsgrenska stilen som innebar att man använde slaggsten från hyttor som  byggnadsmaterial. För att underlätta transporterna av tackjärn byggdes en kanal (Grängshammars kanal) med två slussar samt  en ny väg mellan Grängshammar och Bondhyttan för vidaretransport till Smedjebacken. 1850 hade bruket 26 smeder, 201 personer som arbetade med enbart kolning och 56 som arbetade med kolning och körning.
Under Forsgrens sista år, 1855, producerades 714 ton stångjärn, allt med enbart hantverksmässiga metoder. 
1855 beslöt ägarna till de fyra bruken Nyhammar, Hagge, Morgårdshammar och Grängshammar att anlägga ett gemensamt ägt valsverk i Smedjebacken för sina produkter. Grängshammars bruk blev ägare till en 1/4-del av valsverket. Olof Forsgren var då 81 år gammal. I anläggningen Smedjebacken började redan 1857 att använda importerad stenkol. 
Efter det tysk-franska kriget avslutande 1871 var det mycket lönande att förädla järn till stål i Europa. 1872 beslutade ägarna av Grängshammars bruk att så skyndsamt som möjligt investera i en helt ny teknik, ett bessemerverk i omedelbar närhet av masugnen i Ulvshyttan. En starkt bidragande orsak var byggandet av en järnväg mellan Gävle och Göteborg som skulle få en station 3 km från Ulvshyttan. Bessermerverket krävde för bruket stora investeringar samt medförde större risker för delägarna. De var personligen ansvariga för alla förpliktelser. 1873 ombildades bruket därför till Grängshammar AB. Stångjärnssmidet i små manuella bruk kunde inte konkurrera med den nya valsningstekniken så 1877 lades smedjan ner i Grängshammar. Se vidare Grängshammar AB
Jordbruket i Grängshammar drevs vidare med en för bygden ovanligt stor djurbesättning. Mjölkproduktionen uppgick i början  på 1930-talet till "minst 120 000 liter per år" Så sent som på 1950-talet fick familjer i Silvbergs socken mjölk hemkörd i var sin mjölkkruka av plåt.
De byggnader och anläggningar som kvarstår idag härrör främst från Olof Forsgrens period. Särskilt sevärd är ruinen av kolhuset som består av en intakt gavelvägg mot vägen och 19 pelare murade i slaggsten och gestaltade i Forsgrens stil.

## Bilder
Bruket på våren 2008.

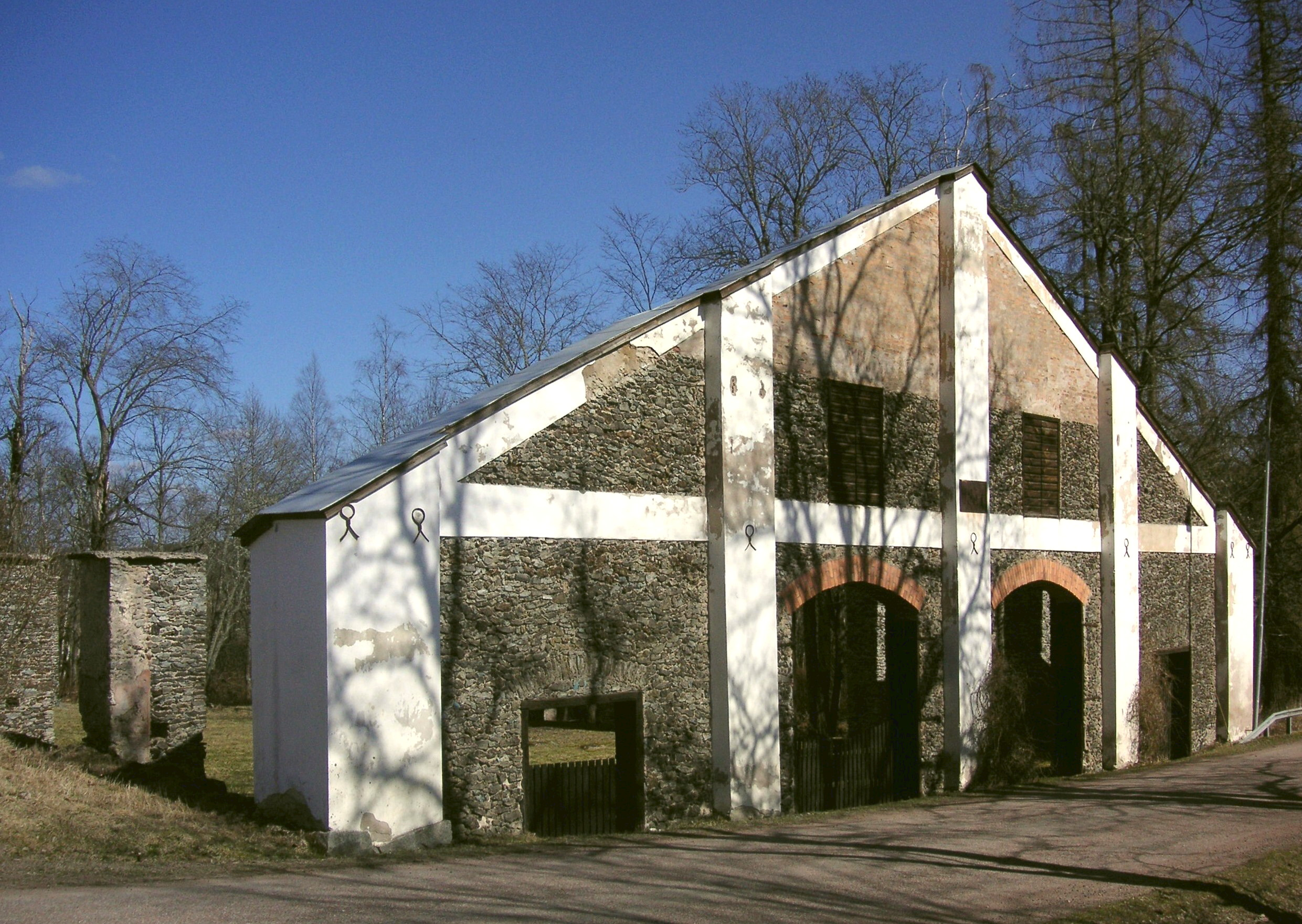
Kolhuset
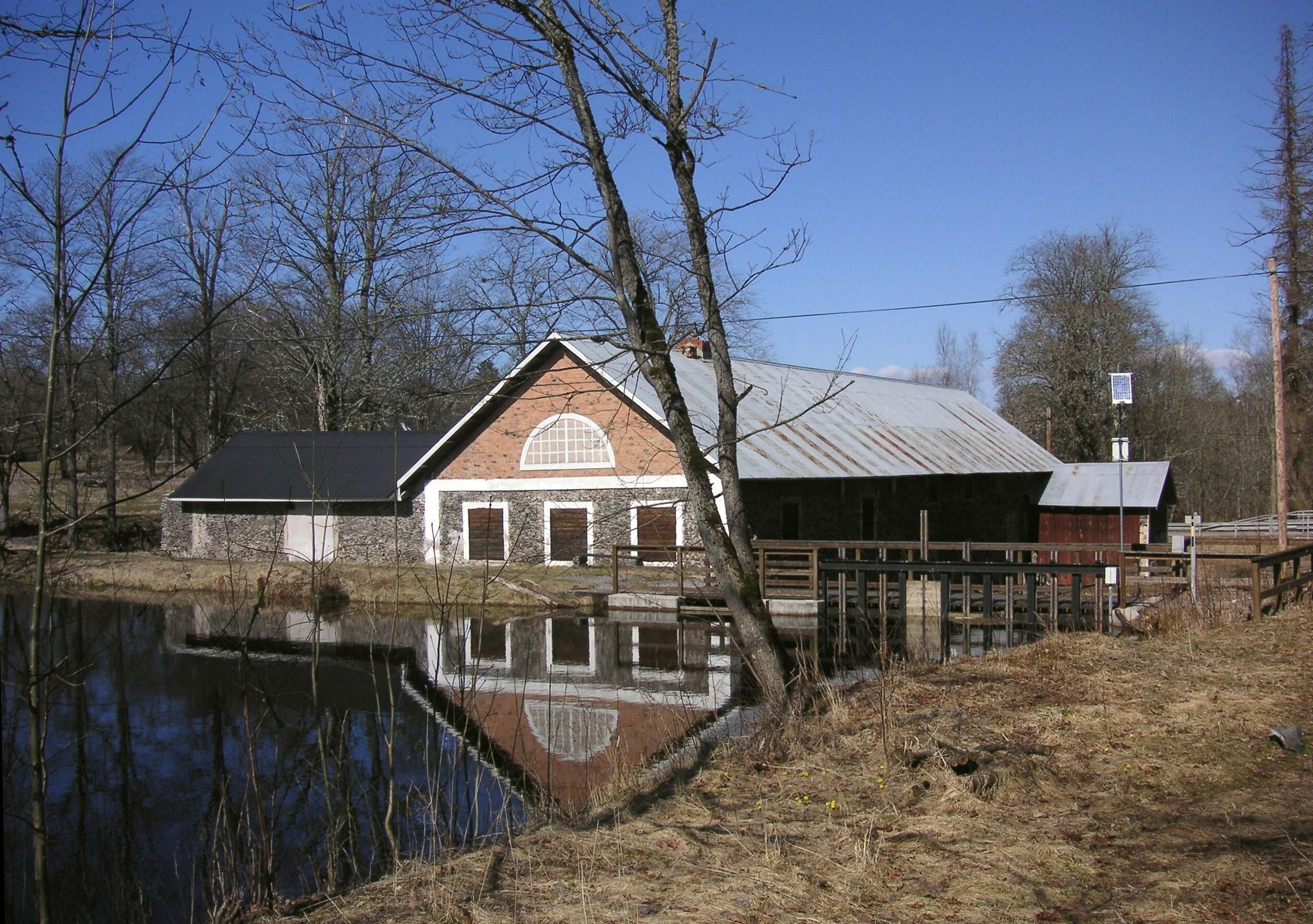
Smedjan
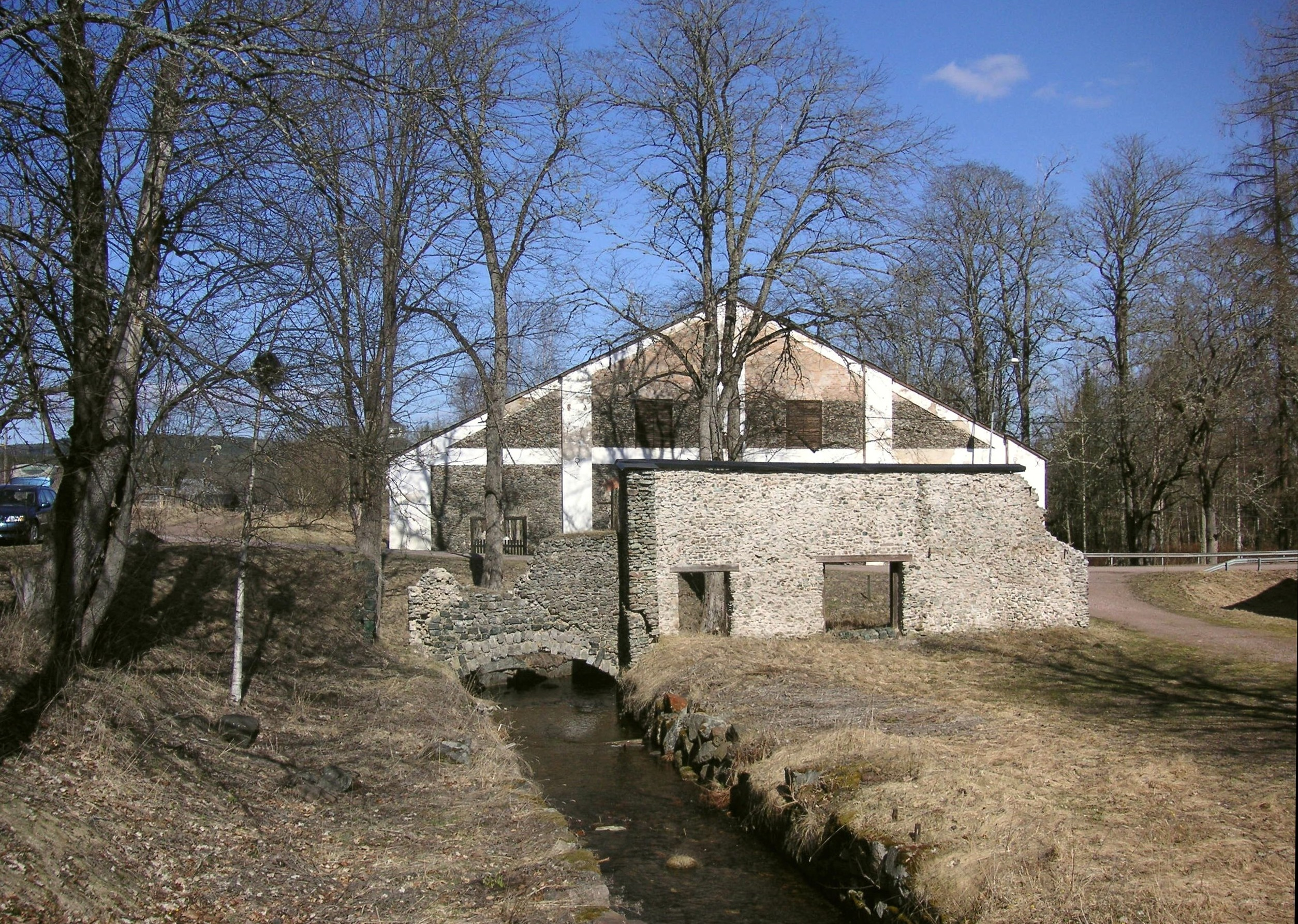
Kolhuset
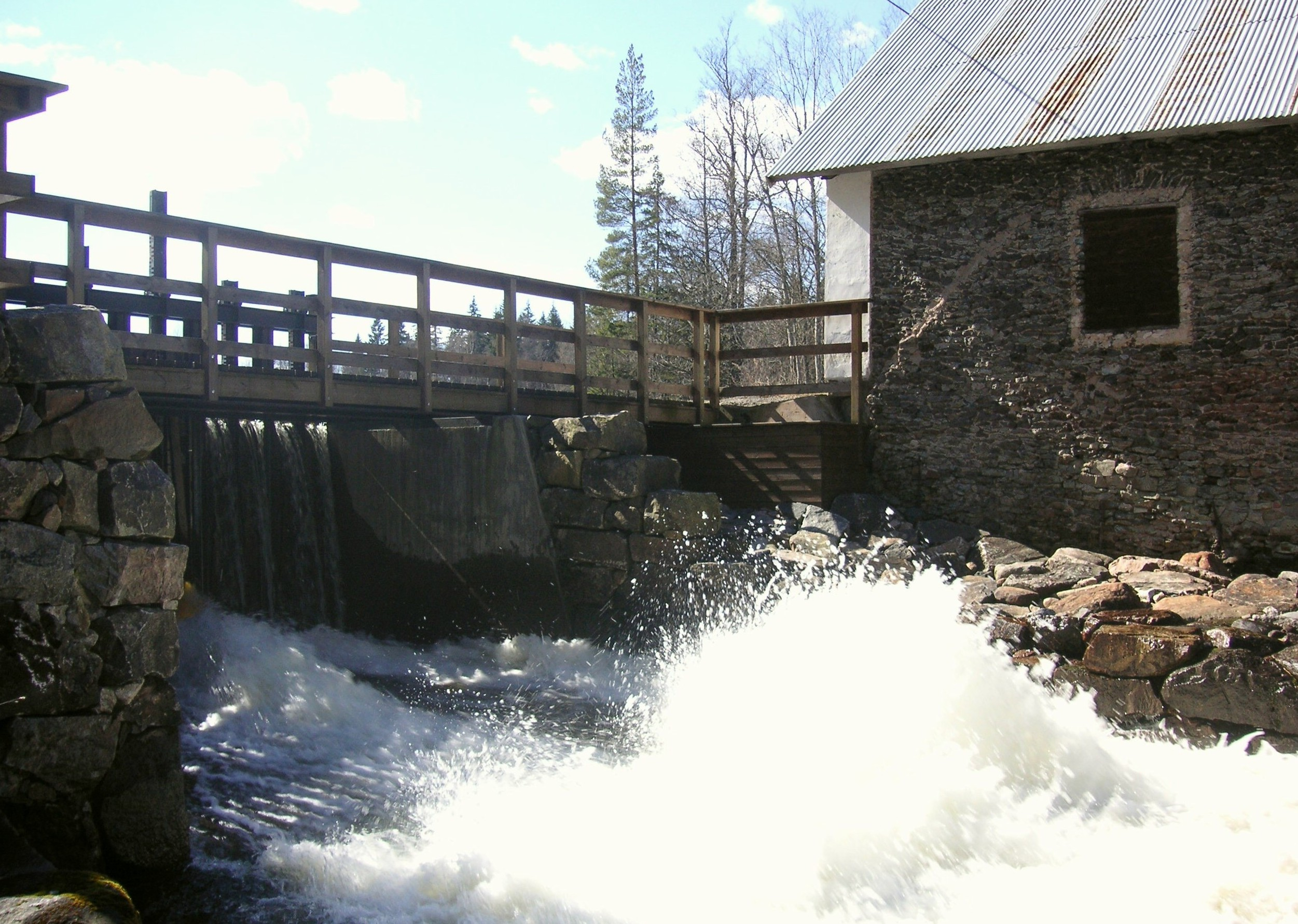
Dammen